# حديقة حيوانات العين
حديقة الحيوانات بالعين (منتزه العين للحياة البرية) هي حديقة مساحتها 900 هكتار في مدينة العين التابعة لإمارة أبو ظبي عاصمة الإمارات العربية المتحدة. تعرُض الحديقة لزوارها العديد من الحيوانات لكنها تمتاز بذوات الحوافر والحيوانات العاشبة مثل الظباء العربية، الغزالان، والتيل الأحمر. تأسست «حديقة الحيوانات بالعين» في عام 1968 بأمر من الشيخ زايد بن سلطان آل نهيان، مؤسس دولة الامارات. الحديقة من أول وأهم الأعمال السياحية والترفيهية لمدينة العين. يرتاد الحديقة زوار من جميع الأعمار لاكتشاف الحياة البرية المكونة من مجموعة كبيرة من الحيوانات اذ تضم الحديقة أكثر من 4000 حيوان. يقع المتنزه بالقرب من سفح جبل حفيت ويتيح للزوار رؤية الحيوانات في حظائر تشبه موطنها الطبيعي. خصص المنتزه الكثير من المساحات الخضراء العامة للنزهات بالإضافة إلى ملاعب ومطاعم وقطار يتجول بالزوار في منطقة الحياة البرية.

## الحفاظ على الحيوانات المهددة بالانقراض
تعتبر حديقة الحيوانات بالعين من المراكز الفعالة والنشطة في المحافظة على الحيوانات العربية المهددة بالانقراض، إذ نجحت في إكثار وتربية الظباء والغزلان الصحراوية، مثل المها العربي المهدد بالانقراض. وقامت ببناء مركز لإكثار القط الرملي العربي.

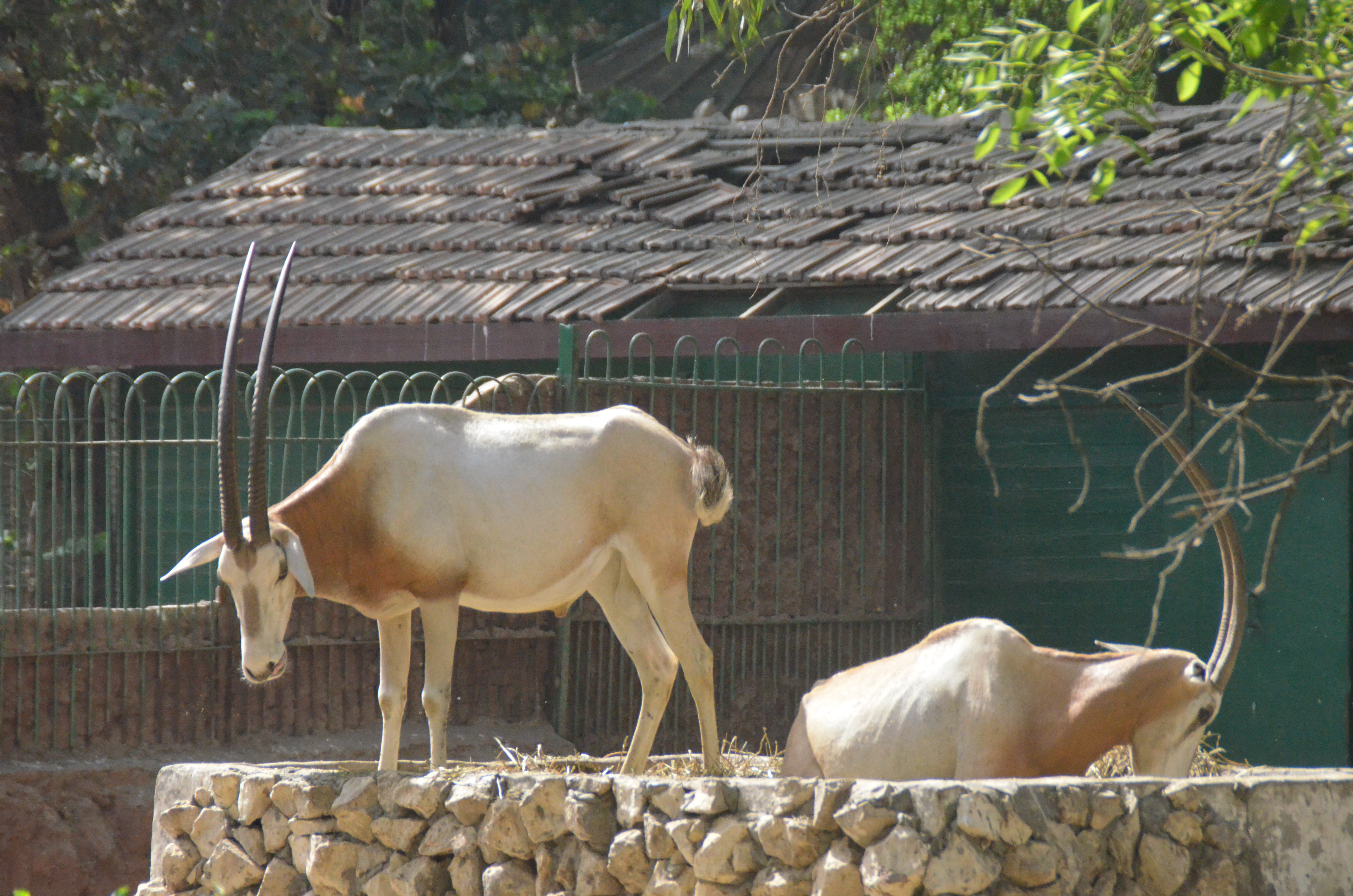
أبوحراب

و في عام 2023، شهدت الحديقة ولادة 545 مولوداً، 40% منهم( أي حوالي 217 مولوداً )من الأنواع المهددة بالانقراض من بينها ولادة 21 من المها الإفريقي (أبوحراب)، وهو نوع من الظباء المنقرضة في البرية، 

## الحيوانات

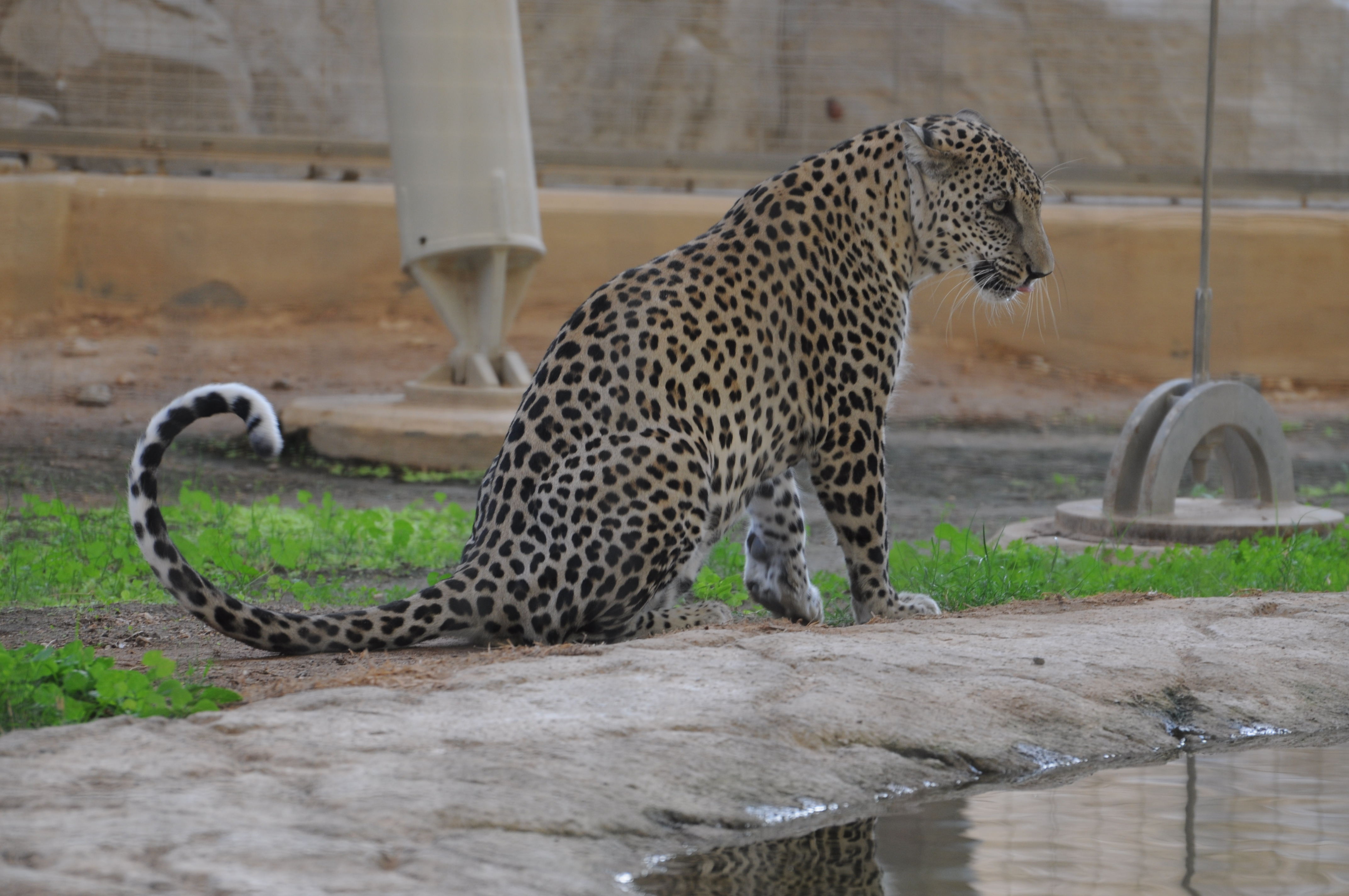
النمر العربي.

تشكل حديقة حيوانات العين موطناً لأكثر من 4000 حيوان، وتعتبر نسبة لا تقل عن 30% من الفصائل أكثر من 200 نوع الموجودة فيها مهددة بالانقراض. وقد عُزّزت جهود المحافظة على الحيوانات عبر شراكات مع متحف التاريخ الوطني بباريس وحديقة حيوانات باريس، بالإضافة إلى الاتحاد العالمي لحدائق الحيوان والأحواض المائي WAZA، بالإضافة إلى عضويتها في "الرابطة الأوروبية لحدائق الحيوان والأحواض المائية" EAZA. كما عقدت حديقة الحيوانات بالعين شراكات استراتيجية مع كبرى المؤسسات والجمعيات العالمية المعنية بصون وحماية البيئة والحياة الطبيعية، من ضمنها "الاتحاد العالمي لصون الطبيعة" و"لجنة بقاء الأنواع" و"هيئة البيئة- أبوظبي" و"حديقة حيوانات سان دييغو و"حديقة حيوان إدنبرة" و"جمعية رينجلاند ترست الشمالية في كينيا" و"صندوق الحفاظ على الصحراء".. وشراكات أخرى مع محميات أفريقية وحدائق حيوانات مختلفة حول العالم.
- وقد عقدت الحديقةشراكة  مع حدائق الحيوان بالجيزة (مصر) وفي تعز (اليمن) بهدف الحفاظ على أحد أندر أنواع القطط البرية وهو النمر العربي.[3]

- وشراكة مع محمية رينجلاندز الشمالية في كينيا من أجل دعم الحفاظ على ظباء الهيرولا (hirola)، أحد أنواع الظباء المهددة بالانقراض[3]

- وتعمل مع محمية سانبونا في جنوب أفريقيا لدعم الحفاظ على النمر.[3]

## الأقسام
تحتوي حديقة حيوانات العين على مجموعة من الأقسام بحسب نوع الحيوانات الموجودة، فهناك قسم للثديات مثل الأسود والفهود والغوريلا وفرس النهر والضباع والزرافات والقرود بأنواعها المختلفة، وقسم آخر للطيور يضم العقاب والفلامينغو والنعام أزرق العنق ودجاج غينيا وغيرها من أنواع الطيور المختلفة، بالإضافة إلى قسم الزواحف الذي يضم التماسيح والسحالي والأفاعي وغيرها من الأنواع.

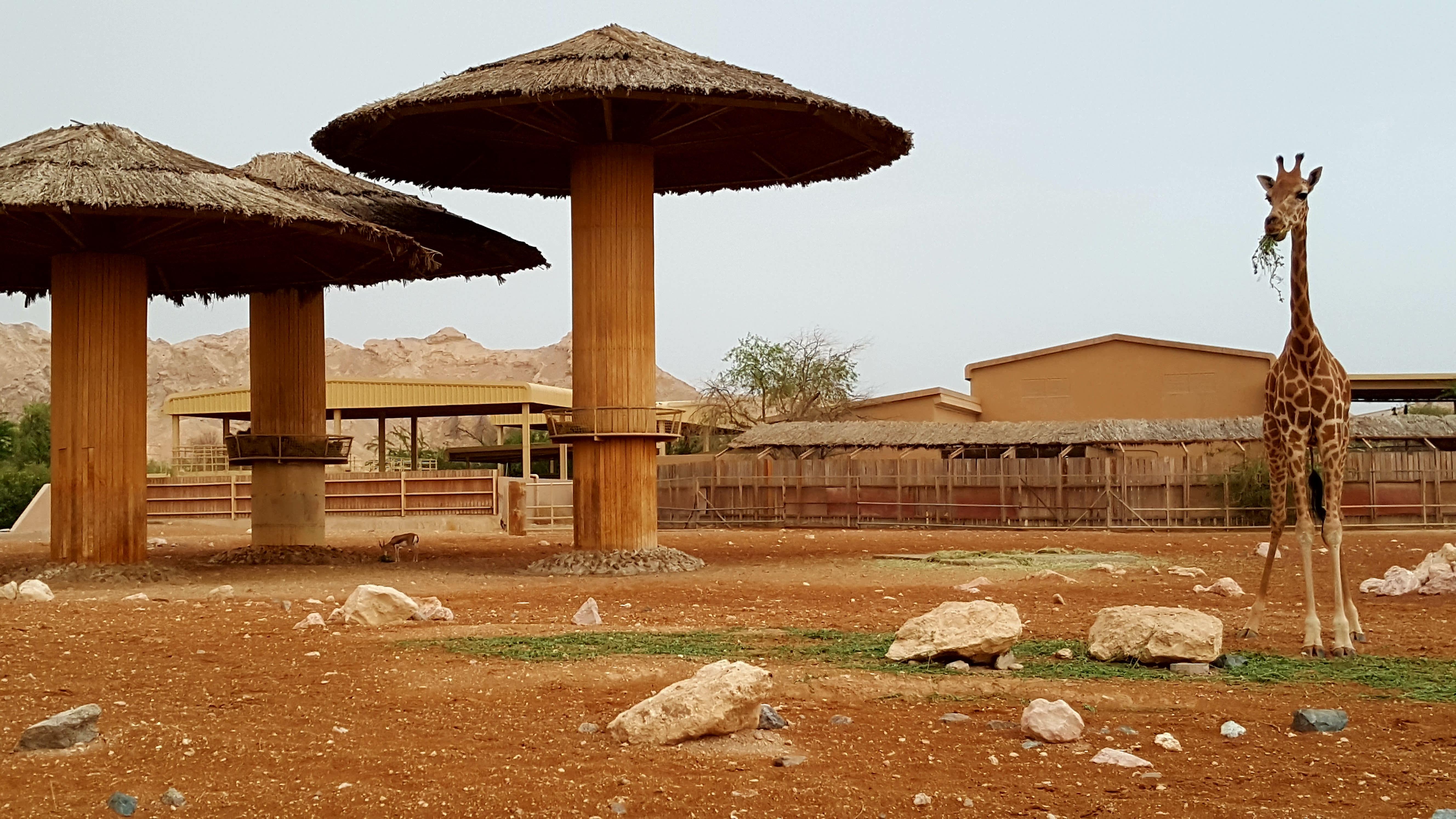

## العزبة
إطعام الزرافات والركوب على الجمال وحديقة الحيوانات الأليفة في «العزبة» هي أحد النشاطات التفاعلية. يمكن للزوار التسلّي بإطعام الزرافات وجبات صغيرة من الجزر أو الخس في منطقة خاصة. صُمِّمَت «العزبة» على شكل مزرعة محلية، وهي تتيح للعائلات فرصة إطعام الأغنام والماعز والجمال وحيوانات اللاما والدجاج والبط واللعب معها، والاستمتاع بركوب الجمال أو التنزه في الأماكن المخصصة.

## أوقات الزيارة
تمتدّ ساعات الزيارة إلى حديقة الحيوانات بشكل عام من التاسعة صباحاً حتّى الثامنة مساءً يوميا، ولكن في أشهر الصيّف الحارّة (من يونيو إلى سبتمبر)، تفتح الحديقة أبوابها بين الرّابعة من بعد الظهر والعاشرة مساءً.

## حديقة الأطفال
صُمِّمت الحديقة لتكون مخططاً تعليمياً مسلياً للأطفال في العراء، ولتلهمهم حب التنوع الحيوي وتعرض للزوار جمال النباتات. وتحتوي الحديقة على تلّة دوّارة ومساحات لعب متعددة الاستعمالات، ومواقع للنزهات وحديقة أزهار وحديقة نباتات محلية تحوي فصائل خاصة، وحديقة لإعادة التدوير وحديقة خضر وفاكهة وأعشاب. تحيط بالمساحة أشجار باوباب الإفريقية الرائعة والعملاقة وتقدّم درساً حقيقياً في علم البستنة مظهرةً قدرة نباتات معيّنة على التأقلم مع جفاف التربة.

## مركز الشيخ زايد لعلوم الصحراء
يقع المركز في حديقة حيوانات العين وقد تم افتتاحه في العام 2016 ويعد مرفقاً تعليمياً يعرض الحياة الطبيعية والثقافية والتاريخية لدولة الإمارات من خلال 5 معارض تفاعلية وهي قاعة تكريم الشيخ زايد، وقاعة صحراء أبوظبي عبر الزمن، وعالم أبوظبي الحي، وأهل الصحراء، ونظرة نحو المستقبل. وقد حصل المركز على تصنيف خمس لآلئ الخاص بنظام الاستدامة بالإضافة إلى شهادة (إل إي إي دي) البلاتينية، حيث يعتبر أحد أكثر المباني استدامة على مستوى دولة الإمارات العربية المتحدة.

## معرض الصور

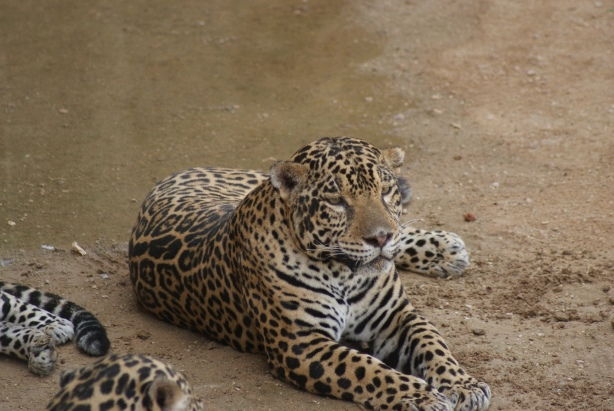
يغور
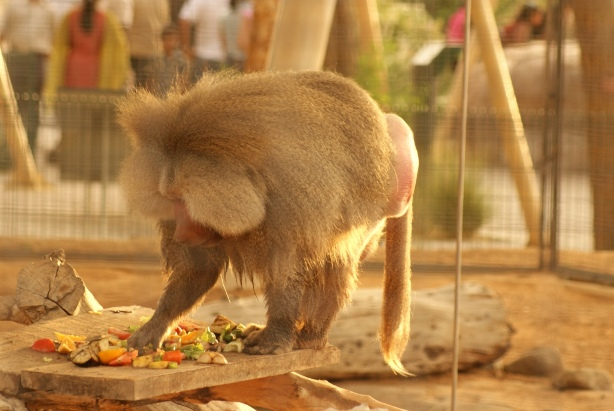
رباح مقدس
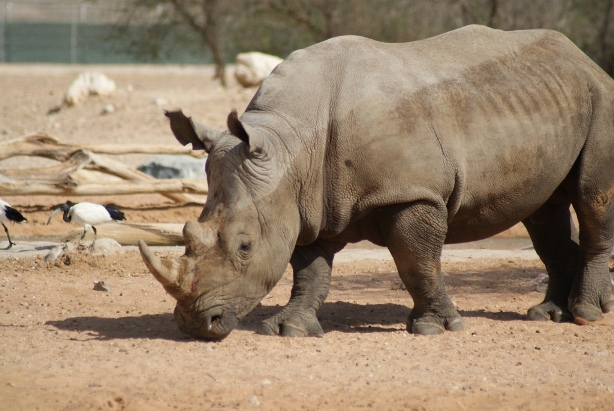
وحيد القرن الأبيض
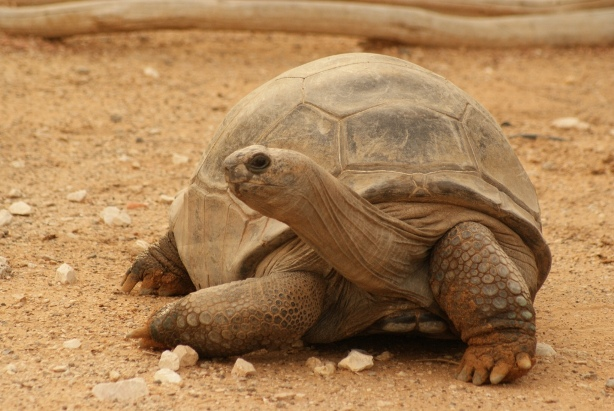
سلحفاة ألدابرا العملاقة
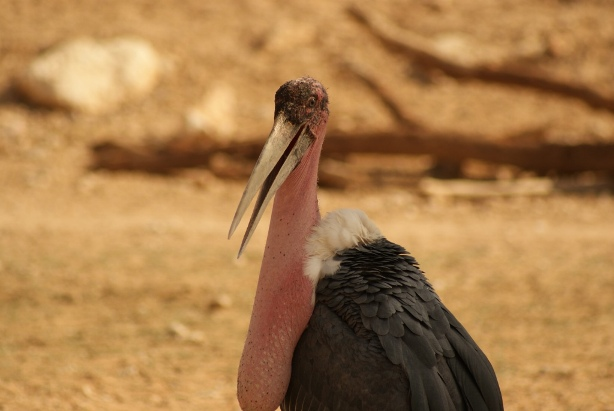
أبو سعن الأفريقي
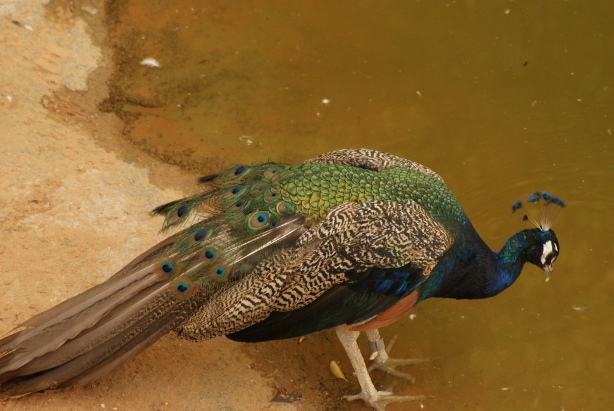
طاووس هندي
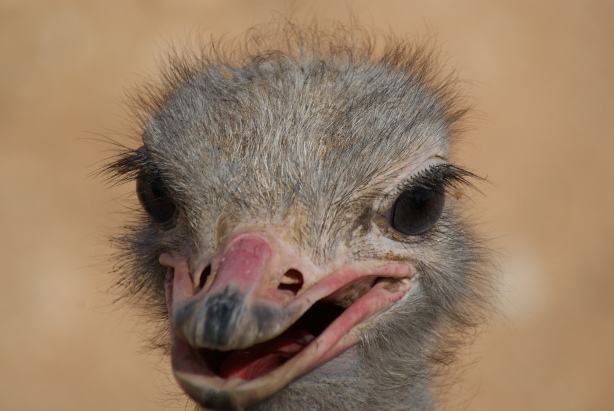
نعامة
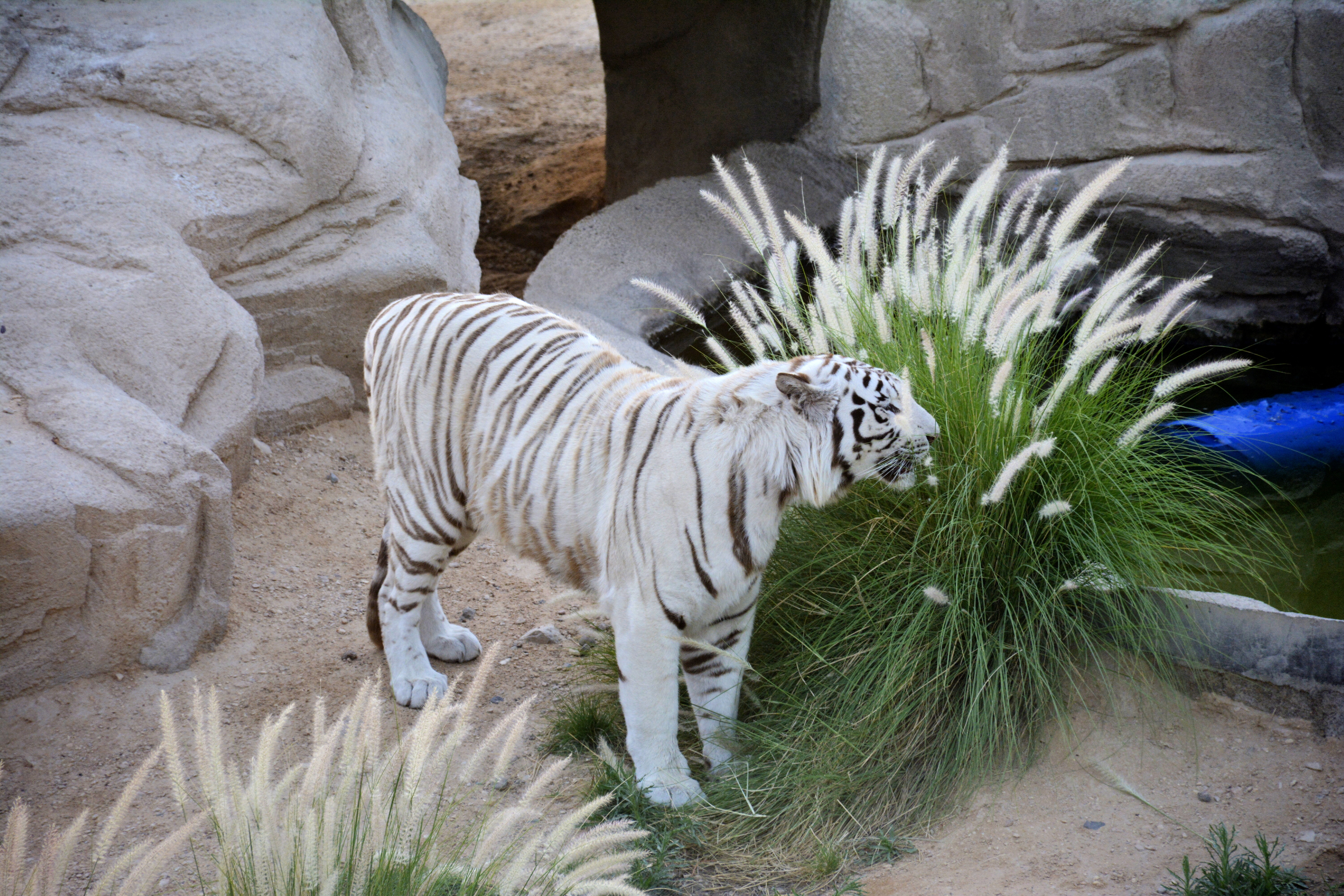
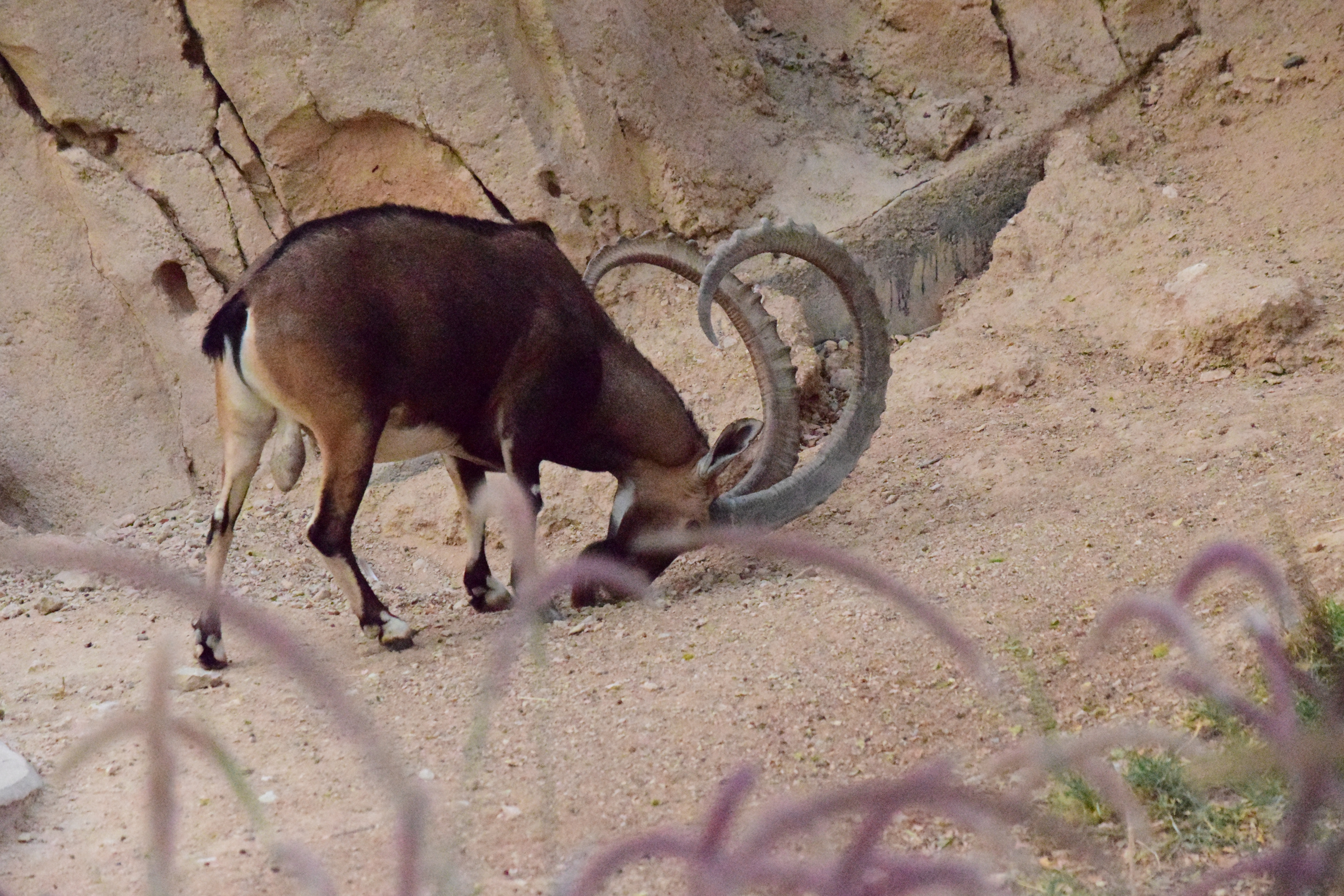
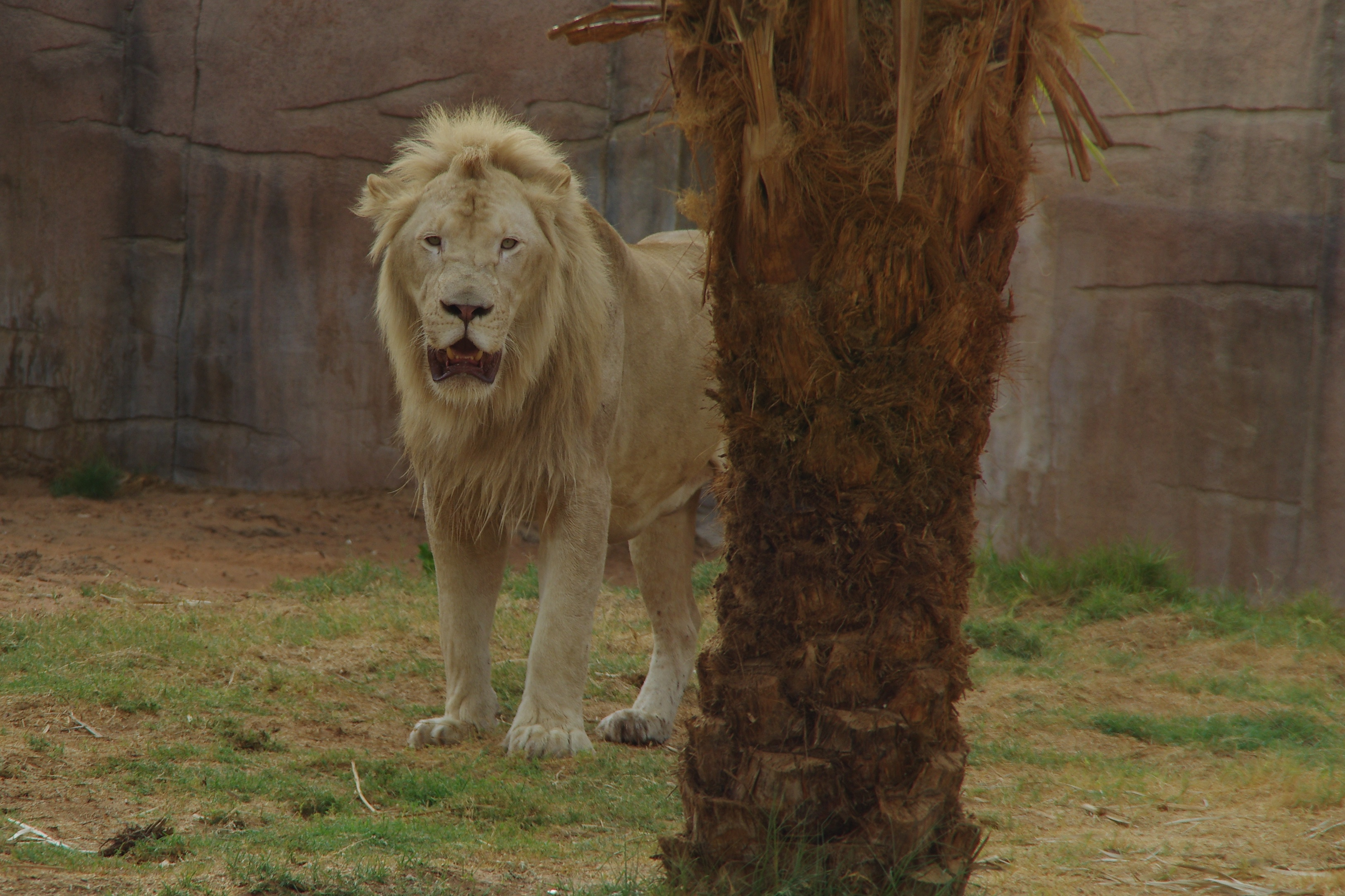
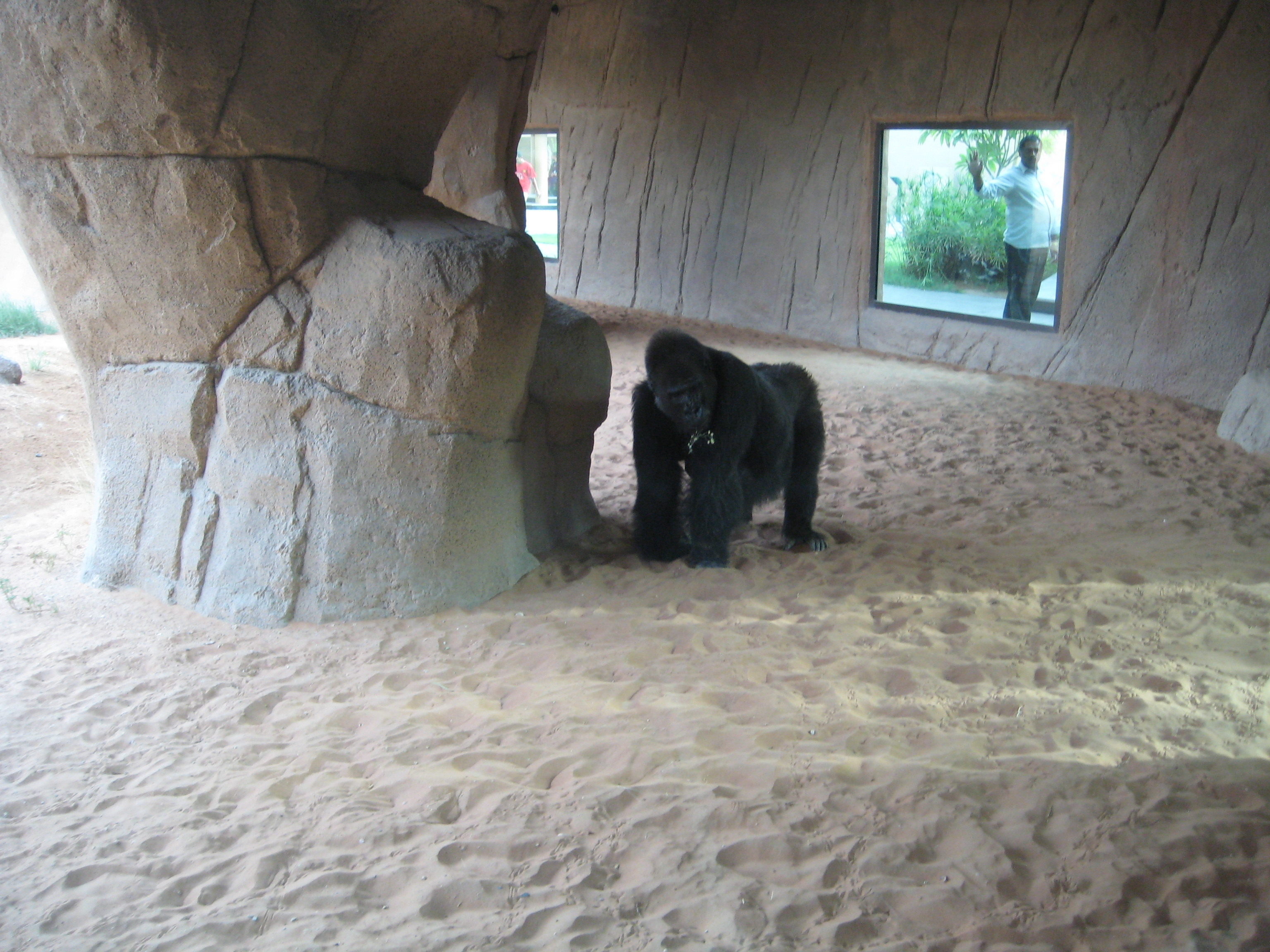